# Limatula hendersoni
Limatula hendersoni är en musselart som beskrevs av Olsson och McGinty 1958. Limatula hendersoni ingår i släktet Limatula och familjen filmusslor. Inga underarter finns listade i Catalogue of Life.